# Thomas Ziehe
Thomas Ziehe (født 1947) er en tysk professor i pædagogik ved Gottfried Wilhelm Leibniz Universität Hannover. Han er kendt for sine analyser af tidens kulturelle udtryk; især blandt ungdommen. Hans arbejde er blevet flittigt brugt blandt pædagoger og i folkeskolen.
Ziehe betragtes som ophavsmand til begrebet den narcissistiske ungdom, hvorfor nogle har tolket ham som én, der blot ønsker at finde fejl ved ungdommen. Ziehe selv hævder dog, at han blot analyserer muligheder og problemstillinger, der åbner sig i det moderne samfund.

## Ziehes teoriarbejde
Ziehe ser det moderne samfunds individ som værende mere refleksivt end hidtil, fordi der har åbnet sig flere muligheder som individet må forstå, tyde og adskille ved deres forskelligheder. Dette rummer ifølge Ziehe store og positive muligheder, hvis vi blot lærer at udnytte vores viden refleksivt til reduktion af omverdenens kompleksitet.

### Kulturelle tendenser
Tre kulturelle tendenser karakteriserer hos Ziehe, hvordan mulighederne for unge i det moderne samfund har forandret sig: en øget refleksivitet, en evne til at formes samt individualisering. Disse tendenser danner en såkaldt mulighedshorisont, som udgør fundamentet for måden, hvorpå de unge fastlægger mønstre for deres verdens- og selvopfattelse. De tre tendenser er øget refleksivitet, formbarhed og individualisering.
Øget refleksivitet dækker over en øget evne hos individet til at forholde sig til sig selv, og betyder således ikke, at det er blevet klogere. Ziehe mener, at individets videnshorisont udvides konstant gennem iagttagelse, selvrefleksion og tematisering af omverdenen. Når omverdenen bliver mere og mere kompleks, betyder dette dermed, at individets erfaringer bliver flere og flere; dette resulterer i en følelse af at "vide alt". Det er således den stadig mere og mere komplekse omverden der har frembragt en øget refleksivitet hos individet. Den øgede refleksivitet kan dog resultere i en følelse hos individet af at skulle leve op til nogle normer, som fortrinsvis bliver håndhævet af den ældre generation.
Med Formbarhed mener Ziehe, at individet i dag har en opfattelse af, at alt lader sig forme og står til disposition. Man kan fx gå til psykolog, fordi man har et ønske om at forme sig selv på en bestemt måde. Dette giver imidlertid individet en følelse af dobbelthed: Når alt er formbart, kunne alt også være bedre. Friheden, som formbarheden kan give, medfører dermed også et øget ansvar og en følelse af at opnå for lidt.
Individualisering henviser til individets frigørelse fra sit traditionelle og oprindelige miljø. Den moderne verden indeholder et utal af muligheder. Disse muligheder giver en frihed: man kan konstant vælge mellem aktiviteter og livsanskuelser. Friheden strider imidlertid imod individets behov for tryghed og "fasthed" i livet og stiller desuden krav om hele tiden at skulle vælge. Derfor skal individet konstant holde styr på alternative valgmuligheder og eventuelle skuffelser. 
Det centrale i alle tre tendenser er dobbeltheden – de giver alle nogle positive muligheder for individet, men samtidig åbner de op for fx usikkerhed.

### Kulturelle orienteringsforsøg
Ziehe ser de øgede muligheder for ungdommen i dag som årsag til et såkaldt kontingensproblem: Jo flere muligheder og jo mere frihed, jo større oplevelse af en manglende fast grund. Som reaktion på dette – siger Ziehe – at individet retter sig mod fire forskellige kulturelle orienteringsforsøg, som individet kan udføre for at opnå et lykkeligt liv på trods af den konstante oplevelse af usikkerhed. De kulturelle orienteringsforsøg handler således om at finde fodfæste i den komplekse verden og betegnes: Subjektivering (nærhed), ontologisering (sikkerhed), potensering (intensitet) og socialisering (at skyde ansvar væk fra sig selv).

## Værker
- 1975: Pubertät und Narzissmus Sind Jugendliche entpolitisiert?.
- 1989: Ambivalenser og mangfoldighed, Politisk Revy.
- 1996 (ny udgave 2007):  Ny Ungdom og usædvanlige læreprocesser.
- 2001: Modernitets- og ressourceperspektivet læring i et hypermoderne samfund mentalitetsforandring, læringskultur og fremmedfølelse.
- 2004: Øer af intensitet i et hav af rutine nye tekster om ungdom, skole og kultur.